# 权力下放、保留和例外事项
在英國，權力下放事項是指英國國會將其立法權下放給蘇格蘭、威爾斯和北愛爾蘭國民議會的公共政策領域；而保留和例外事項則是英國國會所保留立法權的專屬領域。
蘇格蘭、威爾斯和北愛爾蘭的權力下放行政部門已經在各自立法機關的領導下獲得了議會所在所有領域的權力，但保留領域（或北愛爾蘭情況）例外。然而，由於英國國會行使至高無上權力，因此它依然能為英國所有地區立法，其中也包括權力下放事項相關的立法。

## 英國內部的權力下放
英國的權力下放是通過英國國會為蘇格蘭、威爾斯和北愛爾蘭等三個權力下放政府所立的三個主要法令來實現的。這三個主要法令及後來的修正案將進一步的權力下放給行政當局。
- 《1998年北愛爾蘭法令》，後經《2006年北愛爾蘭法令（英语：Northern Ireland (St Andrews Agreement) Act 2006）》修訂。
- 《1998年蘇格蘭法令》，後經《2012年蘇格蘭法令（英语：Scotland Act 2012）》和《2016年蘇格蘭法令（英语：Scotland Act 2016）》修訂。
- 《1998年威爾斯政府法令》，後經《2006年威爾斯政府法令（英语：Government of Wales Act 2006）》、《2014年威爾斯法令（英语：Wales Act 2014）》和《2017年威爾斯法令（英语：Wales Act 2017）》修訂。

在北愛爾蘭，北愛爾蘭議會的權力不包括保留事項和例外事項。理論上，保留事項可以通過後續的權力下放進一步下放，而例外事項則不應該進一步考慮下放。但在實際上，兩者的區別很小。因為英國國會對兩個清單上的所有權力負責並且必須同意下放這些權力。
在蘇格蘭，保留事項清單在《1998年蘇格蘭法令》（後經《2012年蘇格蘭法令》和《2016年蘇格蘭法令》修訂）中被明確列出。凡不在該清單上的其他權力都默認移交給蘇格蘭議會。
在威爾斯，根據《2017年威爾斯法令》所明確列出的保留事項清單，未在清單上的權力則默認移交給威爾斯議會。而在2017年之前，則是一系列明確列出的權力被移交給當時的威爾斯國民議會，而其他權力則被保留在英國國會。

## 蘇格蘭和威爾斯的權力下放
蘇格蘭和威爾斯的權力下放方案是以相似的方式建立起來的。英國國會分別通過《1998年蘇格蘭法令》和《2006年威爾斯政府法令》授予蘇格蘭議會和威爾斯議會立法權。這些法案規定了仍由英國國會所保留處理的事項，稱為保留事項。
任何未在蘇格蘭法令或威爾斯法令明確保留的事項均下放給該構成國。但是，如果英國國會願意，它仍然有權對權力下放地區進行立法。
蘇格蘭議會或威爾斯議會對某事項立法的法律能力（或稱“立法權限”）在很大程度上取決於它是否保留。

### 權力下放事項清單
- 農業、漁業、林業和農村發展（英语：Rural development）
- 文化
- 經濟發展
- 教育和培訓
- 環境保護
- 消防和救援服務及消防安全宣傳
- 食物
- 衛生和保健服務
- 住房
- 司法和警務（僅限蘇格蘭）
- 地方政府
- 公共行政
- 社會福利
- 體育和娛樂
- 旅遊
- 城鄉規劃
- 水資源及防洪

### 保留事項清單
保留事項又區分為一般保留事項和特定保留事項。
保留事項在某些方面繼續存在爭議，並存在一定的衝突或異常。例如：在蘇格蘭，蘇格蘭蓋爾語電視頻道的資金由蘇格蘭政府撥付，但是廣播業務卻屬於保留事項；同樣，能源是保留事項，但發電站的興建規劃權卻被下放。

#### 一般保留事項
一般保留事項涵蓋了始終由英國國會集中處理的主要問題。
- 英國官方
- 《1998年蘇格蘭法令》附件5中所列舉的憲法事務
- 英國國會
- 政黨註冊及募資
- 宣戰或締結和平
- 國際關係和條約
- 英國文官隊伍
- 國防力量
- 叛國

此外，在威爾斯，所有涉及英格蘭和威爾斯單一法律管轄權的事項，包括法院、法庭、法官和司法程序。而其中的一個例外是允許威爾斯議會創立與保留事項無關的威爾斯特定法庭。

#### 特定保留事項
特定保留事項涵蓋了只能由英國國會監管的領域，具體按項目列出。
| 項目                                                     | 苏格兰 | [ 6 ] |
| -------------------------------------------------------- | ------ | ----- |
| 項目A：金融與經濟事項                                    |        |       |
| 財政、經濟和貨幣政策                                     | 保留   | 保留  |
| 貨幣                                                     | 保留   | 保留  |
| 金融服務和金融市場                                       | 保留   | 保留  |
| 洗錢                                                     | 保留   | 下放  |
| 休眠賬戶的資金分配                                       | 下放   | 保留  |
| 項目B：內政事項                                          |        |       |
| 選舉                                                     | 保留   | 保留  |
| 緊急狀態                                                 | 保留   | 保留  |
| 移民和國籍                                               | 保留   | 保留  |
| 引渡                                                     | 保留   | 保留  |
| 國家安全和反恐                                           | 保留   | 保留  |
| 警察執法、刑事偵查和私人保安                             | 下放   | 保留  |
| 反社會行為和公共秩序罪                                   | 下放   | 保留  |
| 非法毒品貿易                                             | 保留   | 保留  |
| 武器管控                                                 | 保留   | 保留  |
| 賭博和博彩                                               | 保留   | 保留  |
| 刀具管制                                                 | 下放   | 保留  |
| 酒精管控                                                 | 下放   | 保留  |
| 獵狐和危險犬隻                                           | 下放   | 保留  |
| 賣淫和現代奴隸                                           | 下放   | 保留  |
| 電影分級                                                 | 保留   | 保留  |
| 活體動物科學實驗                                         | 保留   | 保留  |
| 信息公開                                                 | 保留   | 保留  |
| 數據保護                                                 | 保留   | ?     |
| 郡尉                                                     | 保留   | 保留  |
| 慈善                                                     | 下放   | 保留  |
| 項目C：貿易與工業                                        |        |       |
| 商業監管、破產、競爭                                     | 保留   | 保留  |
| 著作權和知識產權                                         | 保留   | 保留  |
| 進出口管制                                               | 保留   | 保留  |
| 蘇格蘭之外海域捕魚                                       | 保留   | —     |
| 消費者保護、產品標準和產品安全                           | 保留   | 保留  |
| 度量衡                                                   | 保留   | 保留  |
| 電信和郵政服務                                           | 保留   | 保留  |
| 研究理事會                                               | 保留   | 保留  |
| 產業發展與貿易利益保護                                   | 保留   | 保留  |
| 威爾斯之外給排水系統                                     | —      | 保留  |
| 公共場所章程條例                                         | 下放   | 保留  |
| 星期日貿易                                               | 下放   | 保留  |
| 項目D：能源                                              |        |       |
| 電力                                                     | 保留   | 保留  |
| 石油、天然氣、煤炭和核能                                 | 保留   | 保留  |
| 供暖和供冷                                               | 下放   | 保留  |
| 能源效率                                                 | 保留   | 保留  |
| 項目E：交通                                              |        |       |
| 交通、車輛和司機規章                                     | 保留   | 保留  |
| 鐵路運輸                                                 | 保留   | 保留  |
| 航海、航運法規和海岸警衛隊                               | 保留   | 保留  |
| 權力下放國家之外的港口和航運服務                         | 保留   | 保留  |
| 航空運輸                                                 | 保留   | 保留  |
| 項目F：社會保障                                          |        |       |
| 國民保險、社會福利項目                                   | 保留   | 保留  |
| 兒童撫育                                                 | 保留   | 保留  |
| 職業、個人和軍人退休金                                   | 保留   | 保留  |
| 公共部門補償金                                           | 下放   | 保留  |
| 項目G：專業規管                                          |        |       |
| 建築師與審計員管理                                       | 保留   | 保留  |
| 健康專業人士管理                                         | 保留   | 保留  |
| 項目H：僱傭                                              |        |       |
| 僱傭和勞資關係                                           | 保留   | 保留  |
| 職業安全與衛生                                           | 保留   | 保留  |
| 產業培訓委員會                                           | 下放   | 保留  |
| 求職與協助                                               | 保留   | 保留  |
| 項目J：醫療與醫藥                                        |        |       |
| 墮胎                                                     | 下放   | 保留  |
| 異種移植                                                 | 保留   | 保留  |
| 胚胎、代孕和人類基因                                     | 保留   | 保留  |
| 醫學、醫療用品和毒藥                                     | 保留   | 保留  |
| 福利食品                                                 | 下放   | 保留  |
| 項目K：媒體與文化                                        |        |       |
| 廣播                                                     | 保留   | 保留  |
| 公共借閱權                                               | 保留   | 保留  |
| 政府對借出文物的彌償計劃                                 | 保留   | 保留  |
| 運動場館安全                                             | 下放   | 保留  |
| 項目L：司法（僅限威爾斯）                                |        |       |
| 司法專業、司法服務和司法援助                             | 下放   | 保留  |
| 死因裁判                                                 | 下放   | 保留  |
| 仲裁                                                     | 下放   | 保留  |
| 智力水平鑒定                                             | 下放   | 保留  |
| 個人資訊                                                 | 下放   | 保留  |
| 公共部門信息和公共記錄                                   | 下放   | 保留  |
| 對受犯罪影響者的賠償                                     | 下放   | 保留  |
| 監獄和罪犯管理                                           | 下放   | 保留  |
| 婚姻、家庭關係、兒童事務                                 | 下放   | 保留  |
| 性別識別                                                 | 下放   | 保留  |
| 出生、死亡和工作地登記                                   | 下放   | 保留  |
| 項目M：土地與農業資產（僅限威爾斯）                      |        |       |
| 土地、農業債務負擔和債券登記                             | 下放   | 保留  |
| 與基礎設施規劃、官方土地建築監管和土地補償有關的某些權力 | 下放   | 保留  |
| 項目L（蘇格蘭） / 項目N（威爾斯）：其他事項              |        |       |
| 司法人員薪酬                                             | 保留   | 保留  |
| 機會平等                                                 | 保留   | 保留  |
| 核武器、生物武器和化學武器控制                           | 保留   | 保留  |
| 地形測繪服務                                             | 保留   | 保留  |
| 時間和日期                                               | 保留   | 保留  |
| 銀行假日                                                 | 下放   | 保留  |
| 太空事務                                                 | 保留   | 保留  |
| 極地事務                                                 | 保留   | 保留  |
| 深海採礦                                                 | 下放   | 保留  |
| 備註： 1. 2. 3. 4. 5. 6.                                 |        |       |

## 外部連接
- 《1998年蘇格蘭法令》 （页面存档备份，存于）
- 《1998年北愛爾蘭法令》 （页面存档备份，存于）
- 《1998年威爾斯政府法令》 （页面存档备份，存于）
- 《2006年威爾斯政府法令》 （页面存档备份，存于）
- Devolution of powers to Scotland, Wales and Northern Ireland （页面存档备份，存于）
- Devolution settlement: Scotland （页面存档备份，存于）
- Devolution settlement: Northern Ireland （页面存档备份，存于）
- Devolution settlement: Wales （页面存档备份，存于）
- Constitution Unit （页面存档备份，存于）——伦敦大学学院
- Devolution & Constitutional Change，存于